# جواثم
الجواثم أو العصفوريات (الاسم العلمي: Passeriformes)، (بالإنجليزية: Passerine)‏ رتبة ضخمة من الطيور حيث ينتمي إليها أكثر من نصف أنواع الطيور، وهي أحد أكثر رتب الفقاريات تنوعا مع 5400 نوع أي ضعف عدد أكثر رتب الثدييات تنوعا القوارض تقريبا.
يقصد بالطيور الجاثمة، أي ما تتلبّد بالأرض، وتلزم مكانها، وتنتمي لهذه الصفة أغلب أنواع الطيور، حيث تضمّ الطيور الجواثم 5.425 طيراً في العالم من أصل 9.200 طيراً، منتشرة في جميع أصقاع الأرض، وتعرف بطيور الحدائق، حيث تعيش أغلبها في المروج الخضراء، والغابات التي تفضلّها، حيث البيئة الواسعة، ومنها ما تعيش في أراضٍ عشبيّة تفضلّها مموهّةً، حتى تستطيع الاختفاء فيها .

## التصنيف
- رتيبة العصافير (الاسم العلمي:Passeres)
- رتيبة عصافير الملك (الاسم العلمي:Tyranni)
- رتيبة عصافير الرامي (الاسم العلمي:Acanthisitti)

## التشريح
تحتوي قدم الجواثم على ثلاثة أصابع موجهة للأمام وإصبع واحد موجه للخلف، يسمى ترتيب أنيزوداكتيل، وينضم إصبع القدم الخلفي (إبهام القدم) إلى الساق عند نفس مستوى أصابع القدم الأمامية تقريبًا. يتيح هذا الترتيب للطيور الجوازية أن تجلس بسهولة على الفروع. أصابع القدم ليس لها حزام.
تحتوي ساق طيور الجواثم على تكيف خاص إضافي للجلوس. الوتر الموجود في الجزء الخلفي من الساق الممتد من الجانب السفلي من أصابع القدم إلى العضلات خلف عظم الظنبوب سيتم سحبه وشدّه تلقائيًا عندما تنحني الساق، مما يتسبب في تجعد القدم وتصبح قاسية عندما يهبط الطائر على فرع. يتيح ذلك للجواثم النوم أثناء الجلوس دون السقوط.
تحتوي معظم طيور الجواثم على 12 ريشًا ذيلًا، لكن طائر القيثارة الرائع له 16 ريشًا. الأنواع التي تكيفت مع تسلق جذوع الأشجار مثل متسلق الخشب لها ريش ذيل صلب يستخدم كدعامات أثناء التسلق. يتم عرض ذيول طويلة للغاية المستخدمة كزينة جنسية من قبل الأنواع في مختلف العائلات. ومن الأمثلة المعروفة طائر الأرملة طويل الذيل.

## البيض والأعشاش
فراخ الجواثم مملوءة بالحيوية: عمياء، بلا ريش، وعاجزة عندما تفقس من بيضها. وبالتالي، تتطلب الكتاكيت رعاية أبوية واسعة النطاق. تضع معظم الجسور بيضًا ملونًا، على عكس غير الجوازات، معظم بيضها أبيض باستثناء بعض مجموعات التعشيش الأرضية مثل الإفجيجيات أو الزقزاقيات و نايلي، حيث يكون التمويه ضروريًا، وفي بعض الوقواق الطفيلية، التي تتطابق مع بيض مضيف الجسر. و الببغاء خمري-الحنجرة اثنين من الألوان البيض والأبيض والأزرق، لردع الحضنة الطفيلية الوقواق شيوعا.
تختلف القوابض اختلافًا كبيرًا في الحجم: بعض الجوازات الكبيرة في أستراليا مثل الطيور القيثارية والطيور القذرة تضع بيضة واحدة فقط، وتقع معظم الجوازات الأصغر في المناخات الأكثر دفئًا بين اثنين وخمسة، بينما في خطوط العرض الأعلى من نصف الكرة الشمالي، توجد أنواع تعشيش الحفرة مثل الثدي، يمكن أن تصل إلى عشرة أنواع وأنواع أخرى حوالي خمسة أو ستة. لا تبني عائلة أيميات أعشاشها الخاصة، بل تضع البيض في أعشاش الطيور الأخرى.

## الأصل والتطور
ظل التاريخ التطوري للعائلات العابرة والعلاقات فيما بينها غامضة إلى حد ما حتى أواخر القرن العشرين. في كثير من الحالات، تم تجميع عائلات الجواثم معًا على أساس أوجه التشابه المورفولوجية التي يعتقد الآن أنها نتيجة للتطور المتقارب، وليس علاقة وراثية وثيقة. على سبيل المثال، والنمنمة في الأمريكتين وأوراسيا، تلك أستراليا، وتلك من نيوزيلندا، مشابها بشكل سطحي وتتصرف بطرق مشابهة، ولكن تنتمي إلى ثلاثة فروع بعيدة من شجرة العائلة الجاثمة. هم غير مرتبطين بقدر ما يمكن أن يكونوا أثناء بقائهم في Passeriformes.
يكشف التقدم في البيولوجيا الجزيئية وتحسين البيانات البيوجغرافية القديمة تدريجيًا عن صورة أوضح لأصول وتطور الجواهريين التي توفق بين الصلات الجزيئية وقيود التشكل وخصائص السجل الأحفوري. يُعتقد الآن أن الممرات الأولى قد تطورت في جندوانا (في نصف الكرة الجنوبي) في أواخر العصر الباليوسيني أو أوائل عصر الأيوسين، منذ حوالي 50 مليون سنة.

### الحفريات الأمريكية
في الأمريكتين، كان السجل الأحفوري أكثر ندرة قبل العصر البليستوسيني، والذي تم من خلاله توثيق العديد من العائلات الفرعية الموجودة. وبصرف النظر عن متعذر تحديده MACN -sc-1411 (شركة Pinturas المبكر / الشرق الميوسين مقاطعة سانتا كروز، الأرجنتين)، وقد وصفت والنسب منقرضة من الطيور التي تجلس من أواخر العصر الميوسيني كاليفورنيا، الولايات المتحدة الأمريكية: في Palaeoscinidae مع أحد جنس Palaeoscinis. من المحتمل أن ينتمي "Palaeostruthus" eurius (Pliocene of Florida) إلى عائلة موجودة، على الأرجح الجواثم.

## من الأنواع
- سنونو الجرف الداكن
- سنونو الجرف الأوراسي
- سنونو الصخر